# Consiglio dei ministri del Regno dei Paesi Bassi
Il Consiglio dei ministri del Regno (in olandese: Ministerraad van het Koninkrijk o Rijksministerraad) è il consiglio esecutivo del Regno dei Paesi Bassi, composto dai quattro paesi costituenti: Aruba, Curaçao, Paesi Bassi e Sint Maarten. Il Consiglio dei ministri del Regno è composto dal Consiglio dei ministri dei Paesi Bassi, integrato da un ministro plenipotenziario di Aruba, un ministro plenipotenziario di Curaçao e un ministro plenipotenziario di Sint Maarten. Il primo ministro dei Paesi Bassi presiede il Consiglio dei ministri del Regno. Insieme al re, il Consiglio dei ministri del Regno forma il governo del regno, noto anche come la Corona.
Esiste una differenza significativa tra i ministri dei Paesi Bassi e i ministri plenipotenziari, poiché non sono responsabili delle loro politiche nei confronti del parlamento olandese. Il ministro plenipotenziario, tuttavia, è responsabile nei confronti dei rispettivo governo nazionale. Pertanto, il ministro plenipotenziario di solito non si dimette in caso di crisi del governo olandese.
Le leggi applicabili a tutto il Regno sono note come Leggi del Regno. Un esempio di tale legge è la "Legge del Regno sulla cittadinanza olandese" (in olandese: Rijkswet op het Nederlanderschap).